# Kanonîci, Volodîmîreț
Kanonîci (în ucraineană Каноничі) este localitatea de reședință a comunei Kanonîci din raionul Volodîmîreț, regiunea Rivne, Ucraina.

## Demografie
Componența lingvistică a localității Kanonîci
     Ucraineană (99,09%)
     Alte limbi (0,8%)
Conform recensământului din 2001, majoritatea populației localității Kanonîci era vorbitoare de ucraineană (99,09%), existând în minoritate și vorbitori de alte limbi.